# Ibn al-Farrā'
Abū Yaʿlā Muhammad ibn al-Husain Ibn al-Farrā'  (arabisch ابو يعلى محمد بن الحسين ابن الفرّاء, DMG Abū Yaʿlā Muḥammad ibn al-Ḥusain Ibn al-Farrāʾ; * April 990; † 15. August 1066), auch bekannt unter dem Namen al-Qādī Abū Yaʿlā (arabisch القاضي ابو يعلى, DMG al-Qāḍī Abū Yaʿlā) war einer der wichtigsten hanbalitischen Gelehrten von Bagdad in der Zeit der beiden abbasidischen Kalifen al-Qādir bi-'llāh und al-Qā'im.

## Leben
Während Ibn al-Farrā's Vater, der sich als Notar betätigt hatte, ein Hanafit gewesen war, erhielt Ibn al-Farrā' selbst eine Ausbildung in der hanbalitischen Lehre. Sein wichtigster Lehrer war hierbei Ibn al-Hāmid, der seinen Unterricht in einer Moschee am "Gerstentor" (Bāb aš-Šaʿīr) gab und kurz vor seinem Tod im Jahre 1012 Ibn al-Farrā' als Nachfolger einsetzte. Im Jahre 1025 machte Ibn al-Farrā' die Wallfahrt nach Mekka, danach widmete er sich dem Unterricht von Hadith und hanbalitischem Fiqh. 1037 nahm er den Posten eines Notars beim hanafitischen Ober-Qādī an. Ein Jahr später wurde er heftig von einer Gruppe aschʿaritischer Theologen angegriffen, die ihm vorwarfen, in seinem Buch über die göttlichen Attribute eine anthropomorphistische Lehre von Gott vertreten zu haben. Im Jahre 1040 wohnte er der feierlichen Zeremonie im Kalifenpalast bei, bei der al-Qādir seine Bekenntnisschrift al-Qādirīya zur offiziellen Lehre erhob. 1053 war er erneut bei einer Versammlung im Kalifenpalast zugegen, bei der der Wesir Ibn al-Muslima die offizielle Lehre des Kalifats hinsichtlich der göttlichen Attribute und der unerschaffenen Natur des Korans festlegte. Durch Ibn al-Muslimas Fürsprache wurde Ibn al-Farrā' 1055 zum Qadi des Kalifenhofs ernannt, wobei ihm das Recht zuerkannt wurde, allen offiziellen Empfängen des Kalifenhofs fernzubleiben. Später wurde er auch für die beiden Städte Harran und Hulwān zuständig. Daneben hielt er bis zu seinem Tode jeden Freitag Lehrsitzungen im Hadith in der Moschee des Kalifen al-Mansūr ab.

## Werke
- al-Aḥkām as-Sulṭānīya, Traktat zum islamischen Staatsrecht, in dem nacheinander die verschiedenen Ämter und Institutionen (z. B. Freitagsgebet) im islamischen Staat behandelt werden. Das Werk weist viele Ähnlichkeiten zu dem gleichnamigen Traktat von al-Māwardī auf, bietet im Gegensatz zu ihm allerdings allein die hanbalitische Perspektive zu den behandelten Themen.[3]
- Kitāb al-Muʿtamad fī uṣūl ad-dīn, systematische Darstellung der hanbalitischen Dogmatik nach Vorbild muʿtazilitischer Lehrbücher. Moderne Edition von Wadi Z. Haddad (Beirut: Dar El-Machreq 1974). Ibn al-Farrā' geht in diesem Werk auch sehr ausführlich auf die Pflicht des amr bi-l-maʿrūf wa-n-nahy ʿani-l-munkar ein.[4]
- Ibṭāl at-taʾwīlāt li-aḫbār aṣ-ṣifāt, Widerlegung der aschʿaritischen Interpretation der Aussagen in den religiösen Texten über die göttlichen Attributen unter Bekräftigung der hanbalitischen Lehre, wonach diese Aussagen unhinterfragt hinzunehmen sind. Edition Muḥammad ʿUṯmān (Bairūt: Dār al-Kutub al-ʿIlmīya 2009).
- al-ʿUdda fī uṣūl al-fiqh, Werk zur islamischen Rechtstheorie. Edition in fünf Bänden von Aḥmad Ibn-ʿAli Sīr al-Mubārakī (al-Muḥaqqiq, Riad 1990).